# (7144) Dossobuono
(7144) Dossobuono es un asteroide perteneciente al cinturón de asteroides descubierto por Luciano Lai el 21 de mayo de 1996 desde el Observatorio Astronómico de Madonna di Dossobuono.

## Designación y nombre
Designado provisionalmente como 1996 KQ, recibe su nombre del pueblo de Madonna di Dossobuono, conocido por su santuario de "700 años dedicado a la Virgen María". Situado a 7 km de Verona, es el lugar del observatorio en el que se descubrió este planeta menor.

## Características orbitales
Dossobuono está situado a una distancia media de 2,416 ua, pudiendo alejarse un máximo de 2,761 ua y acercarse un máximo de 2,071 ua. Tiene una excentricidad de 0,143 y la inclinación orbital 6,270 grados. Emplea 1371,70 días en completar una órbita alrededor del Sol.

## Características físicas
Dossobuono tiene una magnitud absoluta de 13,95. Tiene 4,894 km de diámetro y su albedo se estima en 0,268.